# Christopher O’Neill
Christopher Paul O’Neill (ur. 27 czerwca 1974, Londyn) – brytyjsko-amerykański przedsiębiorca. Od 2013 roku jest mężem szwedzkiej księżniczki, Magdaleny, najmłodszej córki króla Szwecji, Karola XVI Gustawa. Ma z nią trójkę dzieci – księżniczkę Eleonorę (ur. 2014), księcia Mikołaja (ur. 2015) i księżniczkę Adriannę (ur. 2018), które zajmują kolejno dziewiąte, dziesiąte i jedenaste miejsce w linii sukcesji do szwedzkiego tronu.

## Wczesne lata
O’Neill urodził się w Londynie jako syn Paula Cesario O’Neilla (1926-2004), amerykańskiego bankiera inwestycyjnego i jego drugiej żony, Ewy Marii (ur. Eva Maria Walter w 1940, Austria ). O’Neill ma dwie przyrodnie siostry ze strony matki: Tatjana d'Abo i hrabina von Abensberg-Natascha Trauni oraz trzy ze strony ojca: Stefanie, Annalisa i Karen. Wychowywał się w Londynie i St. Gallen , a także w Austrii i Niemczech, posiada podwójne obywatelstwo brytyjskie i amerykańskie. 

## Edukacja
O’Neill kształcił się w Institut auf dem Rosenberg w St. Gallen, Szwajcaria i ukończył studia na Wydziale Stosunków Międzynarodowych na Uniwersytecie w Bostonie. Otrzymał również tytuł MBA z Columbia Business School w Nowym Jorku.
Komandor Królewskiego Orderu Gwiazdy Polarnej (od 2013).

## Małżeństwo i rodzina
Swoją przyszłą żonę poznał w Nowym Jorku przez wspólnych przyjaciół. Pierwszy raz księżniczka Magdalena i Chris O’Neill pojawili publicznie razem był w styczniu 2011 roku. Ich zaręczyny zostały ogłoszone w oficjalnym wywiadzie w dniu 25 października 2012 roku. Ślub odbył się w dniu 8 czerwca 2013 w Kaplicy Królewskiej, Zamku Królewskiego w Sztokholmie, a następnie przyjęcie w oficjalnej rezydencji rodziny królewskiej – Drottningholm.
Christopher O’Neill nie przyjął oficjalnego tytułu i nie pełni żadnych oficjalnych obowiązków jako członek rodziny królewskiej, dzięki temu może kontynuować swoją pracę.
20 lutego 2014 roku na świat przyszła pierwsza córka Chrisopher'a i Magdaleny, Eleonora. Na początku 2015 roku rodzina przeniosła się na krótko do Szwecji, by po narodzinach syna Nicolasa Paula Gustafa 15 czerwca 2015 przeprowadzić się do Londynu. W marcu 2018 roku na świat przyszło trzecie dziecko pary, księżniczka Adrianne